# Triumvirato di governo (Nicaragua)
Il Triumvirato di governo (in spagnolo Triunvirato de Gobierno) ufficialmente governò il Nicaragua dal 1º maggio 1972 al 1º dicembre 1974, anche se il potere effettivo era nelle mani di Somoza.

## Storia
Il mandato di Anastasio Somoza Debayle doveva concludersi nel maggio del 1972 e, grazie a una legge vigente, non poteva essere immediatamente rieletto. Nel 1971 Somoza firmò il "Patto Kupia-Kumi" con il leader conservatore Fernando Agüero che gli permise di concorrere alle elezioni che furono posticipate nel 1974. Fu creata un'assemblea costituente e un triumvriato formato da un conservatore (Agüero) e da due liberali scelti da Somoza. Il triumvirato aveva compito di guidare il paese fino alle elezioni del novembre del 1974.
I membri della Giunta erano: il Generale Roberto Martínez Lacayo e Alfonso Lovo Cordero (liberali) e Fernando Agüero (conservatore). Nel 1973, Agüero si dimise e fu sostituito da un altro conservatore Edmundo Paguaga Irías.